# Тудорковичи
Тудорковичи (укр. Тудорковичі, пол. Tudorkowice) — село в Сокальской городской общине Шептицкого района Львовской области Украины.
Население по переписи 2001 года составляло 513 человек. Занимает площадь 1,501 км². Почтовый индекс — 80010. Телефонный код — 3257.

## История
После войны село вошло в состав Хрубешовского повята в Любельском воеводстве. В 1951 году село вместе с почти всей территорией гмины Хоробрув присоединили к СССР в рамках договора о преобразовании границ 1951 года.
До 1991 года называлось село Федоровцы.